# Prefettura di Kōchi
Kōchi (高知県?, Kōchi-ken) è una prefettura giapponese di circa 2 800 000 abitanti, si trova nella regione isola di Shikoku. Il suo capoluogo è l'omonima città di Kōchi.
Confina con le prefetture di Ehime, e Tokushima.

## città
Nankoku